# Jan Friedländer
Jan Friedländer (5. května 1839 Rataje nad Sázavou – 9. května 1892 Královské Vinohrady) byl český stavitel a politik židovského původu, čestný občan a starosta města Královské Vinohrady v letech 1885 téměř až do své smrti roku 1892. Jeho firma realizovala několik desítek staveb na území k Praze posléze připojených Královských Vinohrad.

## Životopis

### Mládí
Narodil se v Ratajích nad Sázavou v židovské rodině hajného Antonína Friedländera a jeho ženy Josefy, rozené Smutné. Vyučil se zedníkem. Podílel na železničních stavbách České severní dráhy. Do Prahy přišel za prací budování vinohradských železničních tunelů Dráhy císaře Františka Josefa, realizované stavebním podnikatelstvím Jana Schebka. Později pracoval i na dalších projektech této dráhy. V následujících letech se na Vinohradech usadil a vypracoval se zde ve stavebního podnikatele, jehož firma realizovala stavby patrně především v Praze a na Královských Vinohradech, většinou bytové nájemní domy. Větší veřejnou stavbou zbudovanou jeho firmou byly mj. vinohradské městské lázně.

### Politik
Byl činný ve veřejném a spolkovém životě. Začal se angažovat také v komunální politice a stal se roku 1875 se stal správním komisařem měst Vinohrady-Žižkov, po jejich rozdělení se pak stal členem vinohradského městského zastupitelstva. Roku 1885 byl pak v obecních volbách zvolen starostou města Královské Vinohrady. V této funkci nahradil Viléma Vlčka. Významně se jakožto politik podílel na zahájení výstavby mj. kostela svaté Ludmily na tehdejším Purkyňově náměstí, prosazoval rovněž projekt parní tramvajové dráhy z Prahy na Královské Vinohrady. Jeho manželka Terezie se roku 1885 stala předsedkyní vinohradského dámského odboru Ústřední matice školské.
Byl majitelem statku Chotiměř u Horšovského Týna. Za své zásluhy byl jmenován čestným občanem města Královské Vinohrady. Funkci vykonával až do doby, kdy mu jaterní nemoc nedovolila pokračovat v úřadu.

### Úmrtí

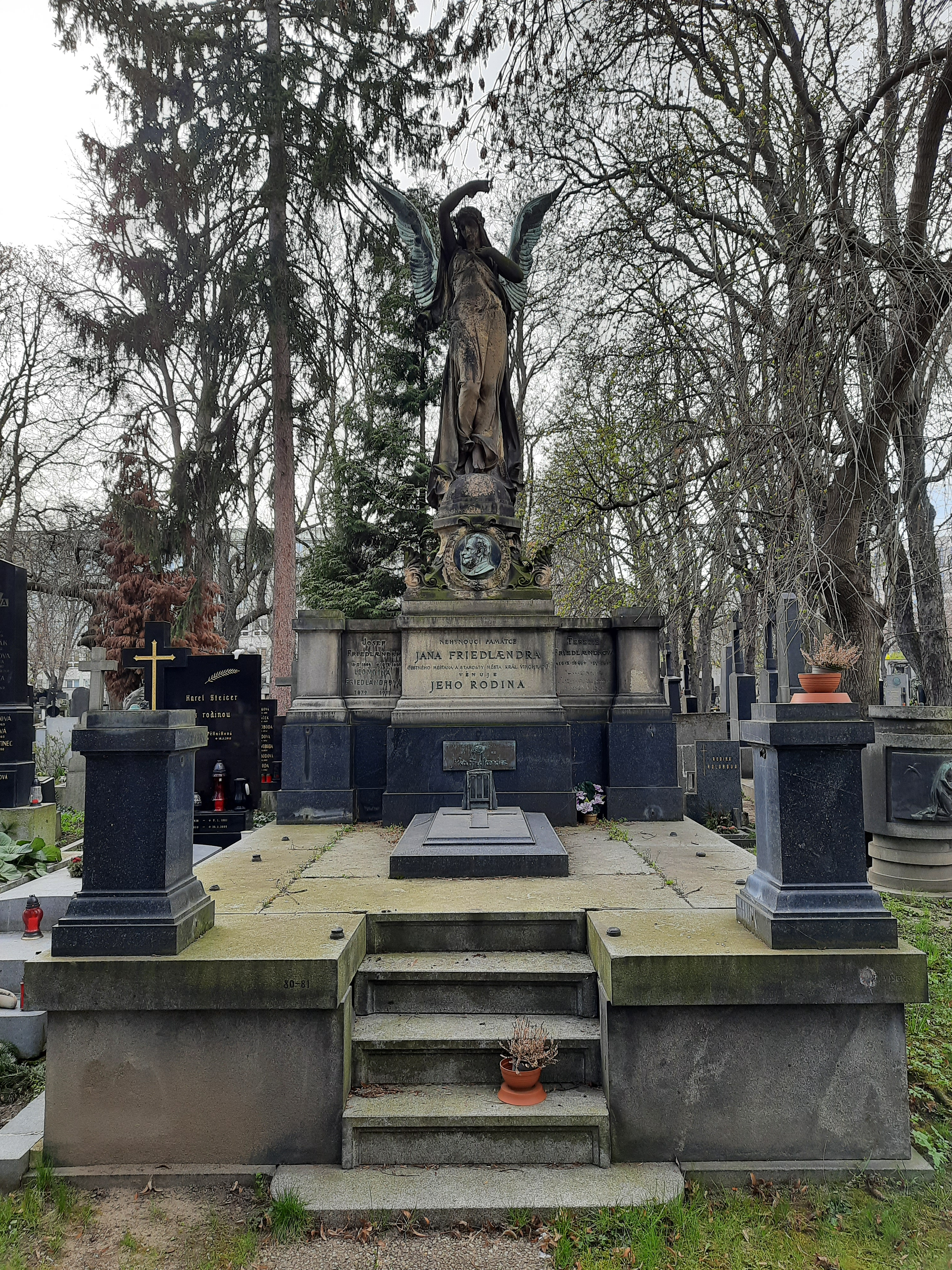
Hrobka rodiny Jana Friedländera na Vinohradském hřbitově

Jan Friedländer zemřel 9. května 1892 na Královských Vinohradech ve věku 53 let vinou jaterního selhání. Byl pohřben v majestátní rodinné hrobce na Vinohradském hřbitově.
Ve funkci jej nahradil Jan Prokopec.

### Rodina
- Jan Friedländer se oženil s Terezií, rozenou Neumannovou (1847-1918), s níž měl potomky Josefa (*1863), Bohuslava (*1867), Terezii (*1868) a Karla (*1872†).[4].
- Na výstavbě železnic se podíleli také Janovi bratři, podnikatelé Václav (*1834) a František Xaver (*1841).